# Пскемская ГЭС
Пскемская ГЭС — строящаяся гидроэлектростанция на реке Пскем в Бостанлыкском районе Ташкентской области (Узбекистан). После завершения строительства Пскемская ГЭС станет второй по  мощности гидроэлектростанцией в  Узбекистане после Чарвакской ГЭС и  одной из крупнейших в регионе. Проект реализуется АО «Узбекгидроэнерго».

## Конструкция станции
Пскемская ГЭС является плотинной гидроэлектростанцией, расположенной на реке Пскем в 1,2 км выше впадения в нее притока Оромзадасай. Установленная мощность электростанции — 248 МВт, среднегодовая выработка электроэнергии — 585,3 млн кВт·ч. Сооружения станции включают в себя каменно-набросную плотину с железобетонным экраном максимальной высотой 195 м, водосбросные сооружения, водоподводящий тракт, здание ГЭС, распределительное устройство напряжением 220 кВ. В здании ГЭС планируется установить четыре вертикальных гидроагрегата. Гидроагрегаты должны быть оборудованы радиально-осевыми гидротурбинами. Плотина станции должна создать водохранилище полным объёмом 511 млн м³, полезным объёмом 469 млн м³ и длиной 19 км.

## История строительства
Первая схема гидроэнергетического использования Пскема была создана в 1935 году и предусматривала строительство четырёх гидроэлектростанций — Карантугайской (70 МВт), Талдыкайской (57 МВт), Средне-Пскемской (153 МВт), Нижне-Пскемской (106 МВт). В 1980-е годы был подготовлен проект Пскемской ГЭС мощностью 450 МВт, но в связи с распадом СССР его реализация начата не была. В дальнейшем проект был актуализирован — мощность станции была снижена до 400 МВт, среднегодовая выработка электроэнергии указывалась равной 946 млн кВт∙ч, конструкция плотины была изменена с каменно-земляной с суглинистым ядром на каменно-набросную с железобетонным экраном. Позднее проект был снова переработан, по состоянию на 2024 год мощность станции указывалась равной 248 МВт, среднегодовая выработка электроэнергии - 585,3 млн кВт∙ч. Подготовительные работы по строительству станции были начаты в 2017 году, работы на основных сооружениях — в 2019 году. По состоянию на начало 2021 года, было пройдено 1038 м водосбросного строительно-эксплуатационного тоннеля, начат монтаж гидромеханического оборудования, создана производственная база, автодороги, построен мост через Пскем. 25 ноября 2021 года была перекрыта река Пскем, к этому моменту было завершено строительство водозаборного сооружения первого яруса, водосбросного строительно-эксплуатационного тоннеля длиной 1288 м и подсоединённого к нему тоннеля длиной 285 м для подвода воды к первым двум гидроагрегатам, которые будут использовать временные рабочие колёса гидротурбин. Пскемскую ГЭС планируется ввести в эксплуатацию в 2028 году.